# Alskogs socken
Alskogs socken ingick i Gotlands södra härad, ingår sedan 1971 i Gotlands kommun och motsvarar från 2016 Alskogs distrikt.
Socknens areal är 38,07 kvadratkilometer allt land. År 2020 fanns här 127 invånare. Sockenkyrkan Alskogs kyrka ligger i socknen. I Alskog ligger djurparken Gutezoo.

## Administrativ historik
Alskogs socken har medeltida ursprung. Socknen tillhörde Garde ting som i sin tur ingick i Burs setting i Sudertredingen.
Vid kommunreformen 1862 övergick socknens ansvar för de kyrkliga frågorna till Alskogs församling och för de borgerliga frågorna bildades Alskogs landskommun. Landskommunen inkorporerades 1952 i Ljugarns landskommun och ingår sedan 1971 i Gotlands kommun. Församlingen uppgick 2006 i Garde församling.
1 januari 2016 inrättades distriktet Alskog, med samma omfattning som församlingen hade 1999/2000.
Socknen har tillhört samma fögderier och domsagor som Gotlands södra härad. De indelta båtsmännen tillhörde Gotlands andra båtsmanskompani.

## Geografi
Alskogs socken ligger söder om Ljugarn vid Gotlands östra kust, vid Lauviken och omfattar också de obebodda Laus holmar. Socknen har odlingsbygd i de centrala delarna och barrskog i norr.

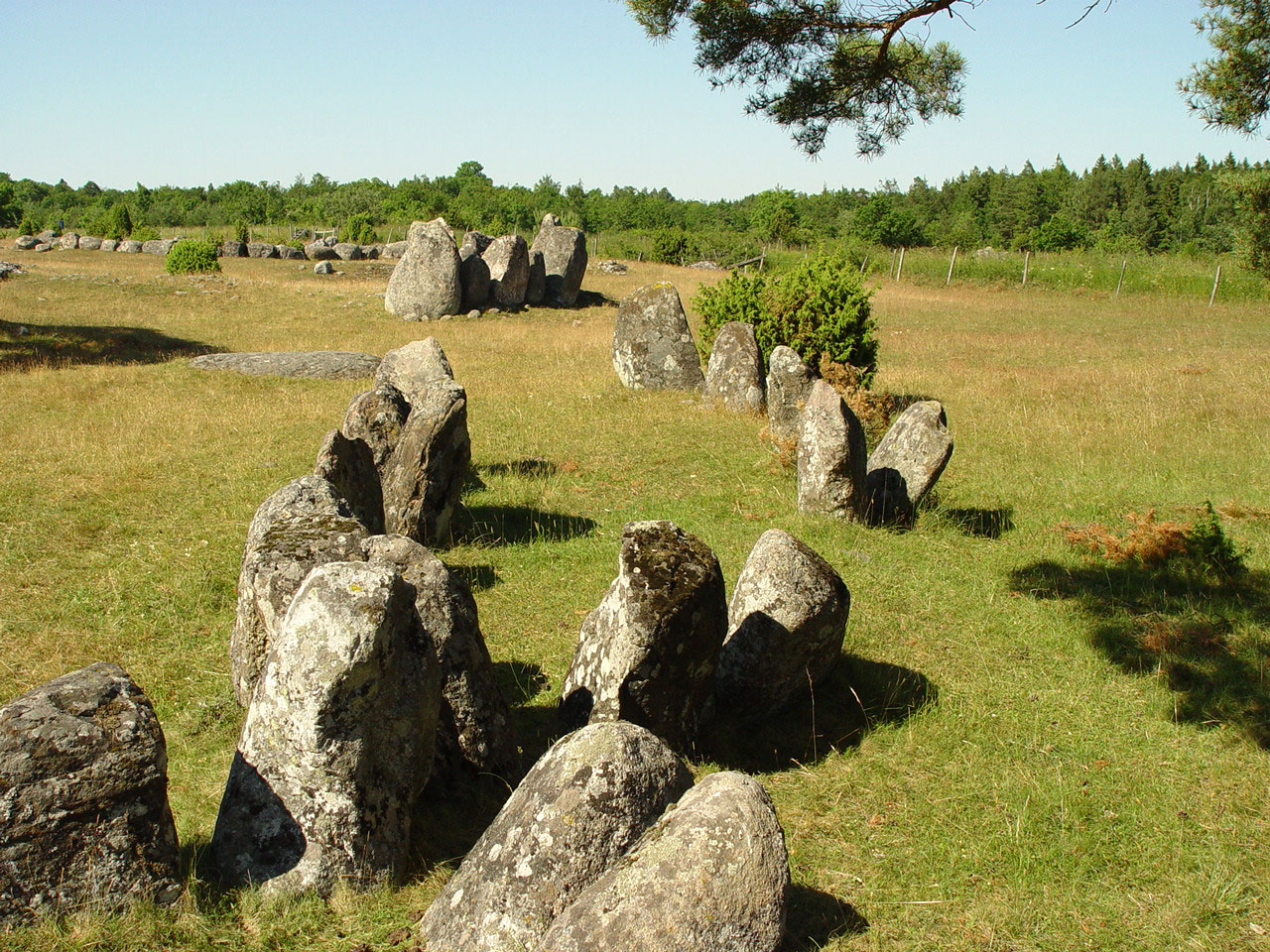
Skeppssättning vid Gålrums gravfält

### Gårdsnamn
Annexen, Anningåkre, Bofride, Bote, Guffride (nu djurparken Gutezoo), Hallgårds, Lassor, Liffride, Magnuse, Mallgårds, Ollajvs, Prästgården, Rangsarve, Rommunds, Rudvier, Sigsarve, Smiss, Snausarve, Snauvalds, Stenstugu, Tjängvide, Utalskog.

### Ortnamn
Alskog allmänning.

## Fornlämningar
Från bronsåldern finns gravrösen och skeppssättningar vid Gålrums gravfält. Från järnåldern finns gravfält, husgrunder, stensträngar och sliprännor i block och i fast häll. En bildsten med runristningar är känd från Tjängsvide.

## Namnet
Namnet (1200-talet alsku) har som förled antingen al eller ål, 'revel, ås'. Efterleden är sko med en oklar tolkning.

## Befolkningsutveckling
| Befolkningsutvecklingen i Alskogs socken 1810–2020 | Befolkningsutvecklingen i Alskogs socken 1810–2020 | Befolkningsutvecklingen i Alskogs socken 1810–2020 | Befolkningsutvecklingen i Alskogs socken 1810–2020 | Befolkningsutvecklingen i Alskogs socken 1810–2020 |
| --- | -------------------------------------------------- | -------------------------------------------------- | -------------------------------------------------- | -------------------------------------------------- |
| |                                                    |                                                    |                                                    |                                                    |
| År |                                                    |                                                    | Folkmängd                                          |                                                    |
| 1810 | 1810                                               |                                                    | 382                                                |                                                    |
| 1820 | 1820                                               |                                                    | 414                                                |                                                    |
| 1830 | 1830                                               |                                                    | 487                                                |                                                    |
| 1840 | 1840                                               |                                                    | 562                                                |                                                    |
| 1850 | 1850                                               |                                                    | 549                                                |                                                    |
| 1860 | 1860                                               |                                                    | 567                                                |                                                    |
| 1870 | 1870                                               |                                                    | 582                                                |                                                    |
| 1880 | 1880                                               |                                                    | 542                                                |                                                    |
| 1890 | 1890                                               |                                                    | 468                                                |                                                    |
| 1900 | 1900                                               |                                                    | 466                                                |                                                    |
| 1910 | 1910                                               |                                                    | 408                                                |                                                    |
| 1920 | 1920                                               |                                                    | 404                                                |                                                    |
| 1930 | 1930                                               |                                                    | 386                                                |                                                    |
| 1940 | 1940                                               |                                                    | 375                                                |                                                    |
| 1950 | 1950                                               |                                                    | 381                                                |                                                    |
| 1960 | 1960                                               |                                                    | 336                                                |                                                    |
| 1970 | 1970                                               |                                                    | 277                                                |                                                    |
| 1980 | 1980                                               |                                                    | 226                                                |                                                    |
| 1990 | 1990                                               |                                                    | 223                                                |                                                    |
| 2000 | 2000                                               |                                                    | 236                                                |                                                    |
| 2010 | 2010                                               |                                                    | 162                                                |                                                    |
| 2020 | 2020                                               |                                                    | 127                                                |                                                    |
| Anm: Källor: Umeå universitet - Tabellverket 1749-1859, Demografiska databasen, CEDAR, Umeå universitet, Befolkningsutvecklingen i Gotlands socknar 2000 - 2010, Folkmängden per distrikt, landskap, landsdel eller riket efter kön. År 2015 - 2022. |                                                    |                                                    |                                                    |                                                    |

### Fotnoter
1. 1 2  Svensk Uppslagsbok andra upplagan 1947–1955: Alskog socken
2. ↑  ”Folkmängden per distrikt, landskap, landsdel eller riket efter kön. År 2015 - 2022”. Statistikdatabasen. Statistiska centralbyrån. http://www.statistikdatabasen.scb.se/pxweb/sv/ssd/START__BE__BE0101__BE0101A/FolkmangdDistrikt/. Läst 23 april 2023.
3. ↑  Harlén, Hans; Harlén Eivy (2003). Sverige från A till Ö: geografisk-historisk uppslagsbok. Stockholm: Kommentus. Libris 9337075. ISBN 91-7345-139-8
4. ↑  ”Församlingar”. Statistiska centralbyrån. https://www.scb.se/hitta-statistik/regional-statistik-och-kartor/regionala-indelningar/forsamlingar/. Läst 30 december 2022.
5. ↑  Administrativ historik för Alskog socken (Klicka på församlingsposten). Källa: Nationella arkivdatabasen, Riksarkivet.
6. ↑  Om Gotlands båtsmanskompani
7. 1 2  Sjögren, Otto (1931). Sverige geografisk beskrivning del 2 Östergötlands, Jönköpings, Kronobergs, Kalmar och Gotlands län. Stockholm: Wahlström & Widstrand. Libris 9939
8. 1 2 3  Nationalencyklopedin
9. ↑  Förteckning över slipskåror
10. ↑  Fornlämningar, Statens historiska museum: Alskogs socken
11. ↑  Fornminnesregistret, Riksantikvarieämbetet: Alskogs socken Fornminnen i socknen erhålls på kartan genom att skriva in sockennamn (utan "socken") i "Ange geografiskt område"
12. ↑  Mats Wahlberg, red (2003). Svenskt ortnamnslexikon. Uppsala: Institutet för språk och folkminnen. Libris 8998039. ISBN 91-7229-020-X. https://isof.diva-portal.org/smash/get/diva2:1175717/FULLTEXT02.pdf